# Proprietà collettiva
Per proprietà collettiva delle terre si intendono tutte le forme alternative alla piena proprietà privata di esse, ascrivibili a numerose persone (spesso indefinite nel numero), ma non riconducibili alla proprietà pubblica vera e propria. Nell'ordinamento moderno occidentale la proprietà collettiva non era prevista esplicitamente sino al 20 novembre 2017 allorché, nell'ambito normativo italiano, con la legge n.168 del 20 novembre 2017 è stata istituita la figura giuridica dei Domini collettivi con la quale viene finalmente riconosciuta dalla Costituzione italiana, accanto alla proprietà pubblica e privata, la proprietà collettiva quale patrimonio identitario delle comunità locali che su di essa hanno costruito nei secoli la loro storia. 

## Descrizione
La legge n. 168 rappresenta un momento epocale nella storia italiana perché pone fine ad uno scontro secolare tra due diverse modalità, egualmente legittime, di relazione ed appropriazione tra l’uomo e le cose: la proprietà privata e la proprietà collettiva. A partire dalla rivoluzione francese, queste due forme di possedere il mondo sensibile sono state le protagoniste di uno scontro ideologico che ha investito l’intera Europa segnando progressivamente, in un contesto culturale profondamente individualistico, la imposizione del modello di proprietà privata a discapito di quella collettiva, vittima di una vera e propria persecuzione legislativa culminata nelle leggi liquidatorie dei secoli XIX e XX. 
Dopo secoli di persecuzioni, con la recente menzionata legge del 2017 è stato riconosciuto il valore sociale, culturale ed economico della “proprietà collettiva” in quanto patrimonio riconosciuto e protetto dalla Costituzione italiana. Il futuro dei potenziali convegni tematici che verranno a tale proposito elaborati e tenuti sarà quello di ricostruire, attraverso una prospettiva interdisciplinare, il lungo e avvincente cammino degli assetti fondiari collettivi (le cosiddette terre comuni) a partire dalle politiche individualistiche della cosiddetta “modernità” sino alla rivoluzione culturale aperta dalla sopra citata legge sui domini collettivi. Tavole rotonde di studio di approfondimento e arricchimento che si potranno così aprire alla riflessione di storici, giuristi, avvocati, agronomi, economisti, filosofi, sociologi e cultori della materia operanti negli specifici ambiti giudiziario-commissariali per gli usi civici, nelle sedi accademiche o presso gli enti collettivi (università agrarie, partecipanze, regole, associazioni agrarie, comunanze agrarie). 
A solo scopo esemplificativo, potranno costituire tematiche di rilevante interesse scientifico quelle qui a seguire indicate:
- vicende storico-giuridiche legate ai domini collettivi e agli usi civici;
- riflessioni concernenti le categorie della proprietà collettiva, usi civici e beni comuni;
- la consuetudine come fonte storica costitutiva dei domini collettivi;
- i domini collettivi come ordinamento giuridico primario delle comunità originarie;
- i domini collettivi come elementi fondamentali per lo sviluppo delle collettività locali;
- i domini collettivi come strumenti per la tutela del patrimonio ambientale nazionale;
- i domini collettivi come basi territoriali di istituzioni storiche di salvaguardia del patrimonio culturale e naturale;
- il secolare dibattito dottrinale e giurisprudenziale sulla proprietà collettiva;
- gli enti esponenziali delle collettività titolari del diritto d'uso civico e della proprietà collettiva. Notava Carlo Cattaneo che «questi non sono abusi, non sono privilegi, non sono usurpazioni: è un altro modo di possedere, un'altra legislazione, un altro ordine sociale, che, inosservato, discese da remotissimi secoli sino a noi.»[1][2]

La proprietà collettiva viene quindi oggi ricondotta sempre, da un punto di vista formale, ad una proprietà privata (tipicamente di derivazione nobiliare) o una proprietà pubblica (demaniale e non) sulla quale però sussistono diritti d'uso civico che di fatto ne trasferiscono il possesso (in parte o del tutto) a favore di terzi individuati in base ad una definizione collettiva (come può essere quella degli abitanti, attuali o "originari", di una certa località o paese). L'esercizio di questi diritti può essere demandato a particolari organizzazioni (università agrarie, vicinie, comunità, comugne, comunanze, associazioni o enti) o alle amministrazioni comunali (sebbene questa non sia funzione obbligatoria di esse, e sebbene la collettività degli aventi diritto non coincida necessariamente con gli abitanti di un comune); le modalità di possesso ed uso del suolo vengono tramandate in forza di particolari leggi, regolamenti, atti specifici o consuetudini di fatto che, se necessario, fissano anche la corretta definizione dei soggetti che compongono la comunità.
Le antiche proprietà collettive pertanto ricadono sempre, oggi, nella fattispecie dei diritti d'uso civico gravanti su suolo di proprietà altrui; di contro non tutti i diritti di uso civico esistenti oggi necessariamente derivano da un'antica condizione di vera proprietà collettiva, potendo altresì derivare anche da altre forme di antico possesso "misto", ossia condiviso già all'origine tra comunità rurali e famiglie nobiliari oppure istituzioni (in special modo ecclesiastiche): in Italia in linea di massima si può ritenere più probabile che un uso civico derivi da una vera e propria proprietà collettiva nelle zone anticamente amministrate da liberi comuni o forme di governo locale dotate di grande autonomia; al contrario è più probabile che derivi da un originario possesso misto nei territori anticamente infeudati ad un nobile o controllati da un istituto religioso.
Gran parte delle antiche proprietà collettive sono state tuttavia trasformate in proprietà privata, in particolare tra XIX e XX secolo, soprattutto mediante processi di frazionamento, appoderamento e affrancamento in favore di famiglie contadine spesso appartenenti all'originaria comunità proprietaria. Il tema della suddivisione ed affrancamento della proprietà collettiva è intimamente legato a quello della liquidazione degli usi civici (mediante la quale si è realizzato, specie nelle epoche più recenti) e a quello dei contratti enfiteutici (che in molti casi hanno rappresentato la modalità pratica di attribuzione ai privati delle originarie proprietà collettive, o più in generale di liquidazione degli usi civici, ma che possono riguardare anche proprietà di altra origine).

## In Italia

### Gli usi civici
Il complesso dei beni gravati tuttora da usi civici ammonta ad alcuni milioni di ettari
Il corpus normativo di riferimento è costituito, principalmente, dalla legge dello Stato 16/6/1927, n. 1766 e dal relativo Regolamento di attuazione RD 26/2/1928, n. 332; inoltre, dalle successive norme (nazionali e regionali) in materia di usi civici, nonché dalle precedenti leggi di eversione della feudalità (legge 1/9/1806, RD 8/6/1807, RD 3/12/1808, legge 12/12/1816, RD 6/12/1852, RD 3/7/1861, ministeriale 19/09/1861 e altre).
Per la Basilicata, è attualmente in vigore la L.R. 57/2000 come successivamente modificata dalla L.R. 25/2002 e dalla L.R. 15/2008.
Già all'epoca romana uno dei temi sociali più importanti e irrisolto era l'immenso patrimonio immobiliare del populus romanus, usurpato dalla classe dominante, e di cui i tribuni della plebe periodicamente richiedevano una distribuzione ai plebei o comunque di sottrarli ai patrizi e ai cavalieri che li avevano usurpati. La stessa società feudale medioevale aveva concesso ai servi della gleba l'utilizzo sia pure in forma marginale delle terre con una serie di possibilità di fruire di alcuni utilizzi: pascolo, legnatico, spigolatura. Molte volte gli usi civici, oltre che sulle terre demaniali, gravavano sui beni ecclesiastici.
La donazione di terre ai conventi e alle diocesi era spesso accompagnata dalla costituzione di usi civici a favore della popolazione locale. In altri casi, come a Nonantola, i beni stessi erano concessi in enfiteusi alla popolazione locale. Il dominio eminente era del monastero, ma il dominio utile era dei cittadini, riuniti in una partecipanza.
Fu la rivoluzione francese a far affermare la decadenza di tutto questo complesso sistema, per favorire la piena proprietà privata. Spingeva in questa direzione la necessità di aumentare le produzioni agrarie sotto la spinta dell'aumento della produzione e si era sentito, in tutti i settori, che il sistema ereditato dal vecchio regime presentava sacche di inefficienza e di immobilismo agrario.
Un altro esempio di uso civico lo abbiamo in Molise in provincia di Isernia, nel borgo Cerasuolo dove da oltre un secolo, a seguito dei lasciti testamentari del feudatario Duca Pasquale Marotta, insiste un'amministrazione autonoma dei beni di uso civico denominata Dominio Collettivo di Cerasuolo.

### La legge del 1927
Il legislatore nel 1927 era propenso a liquidare gli usi civici mediante un meccanismo di affrancazione per passare a quello della piena proprietà individuale. È tuttavia rimasto al Commissariato agli usi civici, a fianco dell'affrancazione degli usi civici minori, quello dell'indicazione dei terreni su quali l'uso civico costituisce una vera proprietà collettiva: sia quelli per uso esclusivo di pascolo e legnatico sia di quelli utilizzabili anche per culture agrarie ed anche sdemaniazzabili

### La competenza regionale
La legge 616 del 1977 ha trasferito gli accertamenti sugli usi civici alla competenza regionale, con un passaggio dall'ambito giurisdizionale a quello amministrativo. La tendenza di molte amministrazioni locali è di continuare l'opera di eliminazione di fatto dei residui usi civici specialmente su aree prima pastorali ed ora con vocazione turistica.

### Il tentativo di un rilancio dell'istituto
Un tentativo di rilancio dell'istituto parte dalla constatazione che la fame di terra da destinare all'agricoltura è cessata da tempo mentre è sorta una nuova coscienza ecologica: Una forma pregnante di proprietà collettiva può permettere una migliore tutela del patrimonio.

## In Svizzera
In Svizzera, un istituto simile alla tradizione lombarda delle vicinia è sopravvissuto con il patriziato.